# Immobilienbetrug
Immobilienbetrug im engeren (strafrechtlichen) Sinne ist eine Unterform des Betrugs, bei der Geldanlegern Immobilien bewusst zu einem überhöhten Preis verkauft werden.
Im weiteren Sinne wird Immobilienbetrug (oder die Kurzform „Immobetrug“) als Bezeichnung von geschädigten Anlegern für den Komplex „Schrottimmobilie, Strukturvertrieb und Immobilienfinanzierung“ genutzt.
Der Verkauf überteuerter Immobilien wird dem Bereich des grauen Kapitalmarktes zugeordnet.
Typisch für den Immobilienbetrug sind folgende Aspekte:
- Überteuerte Immobilienpreise
- Unseriöse Vertriebsorganisationen
- Abwicklung durch Treuhänder und
- Täuschung des Anlegers

## Überteuerte Immobilienpreise
Bei Immobilienbetrug kommt ein Vertriebskonzept zum Tragen, das im Wesentlichen darin besteht, große, meist renovierungsbedürftige Wohnkomplexe zu erwerben und mit möglichst geringem Aufwand zu renovieren („Pinselsanierung“), um diese dann entweder als Eigentumswohnungen oder als Anteile an geschlossenen Immobilienfonds zu verkaufen.
Beim Immobilienbetrug werden die Käufer nicht über den wahren Wert der verkauften Immobilie aufgeklärt. Der Minderwert der Immobilie beruht entweder auf dem Verkehrswert als solchem, den tatsächlich erzielbaren Mieteinnahmen oder auf Vertriebsprovisionen, die für die Anleger nicht erkennbar im Kaufpreis enthalten waren (sog. versteckten Innenprovisionen).
Das Problem der überhöhten Preise wurde durch den Verfall der Immobilienpreise in den neuen Bundesländern noch verschärft.

## Unseriöse Vertriebsorganisationen
Den Vertrieb und Verkauf übernehmen „Strukturvertriebe“, die in der Regel das Geschäft zu Hause oder am Arbeitsplatz abwickeln. Als „Türöffner“ dienen oft Freunde, Bekannte, Arbeitskollegen oder ein unerwarteter Telefonanruf (Kaltakquise). Diese Vorgehensweise wird in der Rechtsprechung als Immobilienerwerb in einer Haustürsituation bezeichnet, welche derzeit kontrovers in der deutschen und europäischen Rechtsprechung behandelt wird.
Den Verkauf müssen nicht unbedingt Strukturvertriebe übernehmen. Es können gerade auch einzelne Makler sein, die persönlich weiter empfohlen werden. Diese Makler arbeiten analog zu den Strukturvertrieben mit den Filialleitern der finanzierenden Banken zusammen. Die Zuteilung der Objekte erfolgt gegen direkte „Kick-Back“-Zahlungen der Makler an die Filialleiter. Diese Beträge stammen wiederum aus den verdeckten Provisionen (Teil der überhöhten Kaufpreise), die knappe 20 % des Verkaufspreises betragen. Die Vorstände der Banken bestreiten regelmäßig, davon zu wissen. Die Sicherung von Beweismitteln ist schwierig, da kein Richter ohne ausreichende Indizien bei renommierten deutschen Geschäftsbanken Haussuchungen veranlasst. Zudem lehnen deutsche Gerichte nicht selten sogar die Beweisaufnahme ab, was in Einzelfällen bereits vom Bundesverfassungsgericht als Verstoß gegen das Grundgesetz gerügt wurde.
Wenn der Beweis gelingt, verlieren die Banken oft die Prozesse bereits vor den Landgerichten und den Oberlandesgerichten. Die Verträge sind dann sittenwidrig und müssen komplett rückabgewickelt werden. Der Weg zum Bundesgerichtshof wird von den Banken nicht mehr beschritten. Die Rückabwicklung mit dann fälligen Schadensersatzzahlungen kann sehr langwierig sein. Dies führt nicht selten zum finanziellen Ruin der betrogenen Bankkunden, da ihnen die Zwischenfinanzierung des eigenen Kapitals kaum möglich ist.

## Abwicklung durch Treuhänder
Besiegelt wird der Erwerb in Form eines sog. Geschäftsbesorgungsauftrages, der bei einem Notar beurkundet wird und einen Treuhänder bevollmächtigt, alle zum Erwerb der Immobilie notwendigen Verträge abzuschließen. Die in Zusammenhang mit dem Immobilienerwerb vermittelte Baufinanzierung muss jedoch vom Erwerber selbst unterzeichnet werden, da diesem sonst die Möglichkeit eröffnet werden könnte, bei gerichtlich festgestellter Nichtigkeit des vom Treuhänder besorgten Geschäftes auch die Kreditfinanzierung für nichtig erklären zu lassen.

## Täuschung des Anlegers
Sogenannte Strukturvertriebe entwickelten ein Verkaufskonzept für diese Bauten, bei welchem die Steuersparmöglichkeit in den Vordergrund gestellt wird. Die Immobilie an sich, wird bei den Verkaufsgesprächen fast eine Nebensache. Seit den 90er Jahren werden so „Schrottimmobilien“ auch an gering verdienende Bevölkerungsteile verkauft.
Der Standort derart verkaufter Immobilien („Schrottimmobilien“) spielt keine größere Rolle. Häufig befinden sie sich jedoch Hunderte von Kilometern entfernt vom potentiellen Kunden, um diesem eine problemlose Besichtigung zu erschweren.
Als weiteres Problem ist die bei den potentiellen Opfern wenig bis nicht vorhandene Erfahrung im Immobilienhandel – welche durch die Haustürsituation verschärft wird – zu nennen. Typische Aktivitäten wie Besichtigung, neutrale Verkehrswertabschätzung und Lagebeurteilung sowie Einsicht in die Grundbucheinträge unterbleiben, ebenso wie das Einholen von Zweitmeinungen und eigene Abklärungen zu den langfristigen finanziellen Belastungen.

## Verkaufsargumente
Die Kunden werden meist mit folgenden standardisierten Verkaufsargumenten zum Kauf überredet:

### Altersvorsorge
Vielfach werden die Immobilien an unerfahrene Kapitalanleger als ein Beitrag zu Altersvorsorge verkauft. Durch die eingehenden Mieten sollen sich die Objekte weitgehend selbst tragen, so dass im Alter eine schuldenfreie Immobilie vorläge. Ein Wiederverkauf mit Gewinn (z. B. durch ein Boardinghouse) sei problemlos.
Schlagworte hierfür waren „Wertsteigerung ohne Eigenkapital“ oder „Sachwert statt Geldwert“.

### Mietgarantien
Meist wird eine (z. B. fünfjährige) Mietgarantie angeboten. Da bereits im erheblich überhöhten Kaufpreis bei Geschäftsabschluss die Basis dafür gelegt wird, dass Mietgarantien nicht dem real erzielbaren Mietzins entsprechen und daher die Mietgaranten spätestens nach einem Jahr in Konkurs gehen. Häufig bezahlen die Erwerber, ohne dies zu erkennen, sogar die eigene Mietgarantie bereits bei Vertragsabschluss ganz oder teilweise selbst mit. In anderen Varianten wird die Mietgarantie bis zur Unmöglichkeit der Wandlung des Geschäftsvertrages durch den Bauträger verdeckt subventioniert.
Die erst bei Ausfall der Mietgarantie misstrauisch werdenden Erwerber stellen in der Folge sehr bald fest, dass außer den Banken, die die überhöhten Erwerbspreise finanziert haben, niemand mehr in Regress genommen werden kann, da sich Bauträger, Vertriebe und Mietgaranten in der Regel offiziell in Insolvenz befinden oder aus sonstigen Gründen nicht greifbar sind.

### Vollfinanzierung
Als besonders verkaufsfördernd und vertrauenerweckend wird meist die Zusage gewertet, dass eine namhafte Bank den Kauf zu 100 % vollständig finanzieren wird.
Deutsche Banken finanzierten, teilweise in sehr großem Umfang, die Wohnungskäufe.

## Woher stammen die Immobilien?
Eine bedeutende Quelle war der Neue-Heimat-Skandal der 80er Jahre. Zum Beispiel verkaufte die NH Niedersachsen als Teil eines Stabilisierungskonzepts der angeschlagenen Gesellschaft ca. 8200 Wohnungen an eine Wohnungsvermögensgesellschaft in Hannover, mit dem Ziel diese Bestände an die Mieter über das von einer Gewerkschaftsholding entwickelte Verkaufskonzept Wohnungen in Mieterhand zu veräußern.
Die betreffenden Wohnungen ließen sich nicht vollständig nach diesem Verkaufskonzept an die Mieter veräußern, weshalb knapp die Hälfte dieser ehemaligen NH Wohnungen über Strukturvertriebe an sogenannte Kapitalanleger veräußert wurden, wozu es zahlreiche Berichte in den Medien bzw. Rechtsstreitigkeiten gibt.
Auf den Immobilienmarkt gelangen immer wieder renovierungsbedürftige Wohnkomplexe, z. B. trennen sich Städte nach Ablauf der Sozialbindung von Plattenbauten. Anfang der 90er Jahre gelangte auch ein Großteil der in der DDR errichteten Plattenbauten auf den Wohnungsmarkt.

## Folgen
In Deutschland gibt es Tausende von Immobilienbetrugsopfern, der Verbraucherschutz geht nach vorsichtigen Schätzungen von 300.000 Opfern aus. Infolge des finanziellen Ruins mussten viele Verbraucherinsolvenz anmelden.
Die milliardenschweren geplatzten Immobilienkredite, denen nie ein wirklicher Wert gegenübergestanden hat, wurden von den Banken zu Lasten der laufenden Erträge wertberichtigt. Im Ergebnis bedeutet dies, dass die entstandenen Verlusten dadurch sozialisiert wurden, indem nunmehr die Anteilseigner der Banken (zum Beispiel die Aktionäre) weniger Dividende bekamen und natürlich auch – Gewinnrückgang oder sogar bilanzieller Verlust – weniger Steuern bezahlt werden. Diese Wertberichtigungen führten allein bei der HypoVereinsbank im Jahr 1998 zu Sonderabschreibungen von 3,5 Mrd. DM. Nicht bekannt ist, ob die Gehälter, Prämien usw. der Verantwortlichen entsprechend gekürzt wurden.
Diese „notleidenden“ Kredite werden teilweise durch die Banken über den Kapitalmarkt mit hohen Abschlägen an interessierte Firmen weiterverkauft („non-performing loans“).

## Rechtliche Auseinandersetzungen
Die umfangreichen rechtlichen Auseinandersetzungen sind im Artikel Schrottimmobilien zusammengefasst.